# ジアミン
ジアミン（英: Diamine）は、ポリアミンのうちアミノ基が2つものを指す。

## ジアミンの例
- 炭素直鎖ジアミン
  - エチレンジアミン （2炭素）
  - プトレシン （4炭素）
  - カダベリン （5炭素）
  - ヘキサメチレンジアミン （6炭素）

- 他
  - エタンブトール
  - フェニレンジアミン

エチレンジアミン
カダベリン
PPD (para-フェニレンジアミン)